# آراویندا سامدا ویرا راگاوا
آراویندا سامدا ویرا راگاوا (تلوگو: అరవింద సమేత వీర రాఘవ) یک فیلم درام و اکشن هندی به زبان تلوگو محصول سال ۲۰۱۸ به نویسندگی و کارگردانی تریویکرام سرینیواس با بازی ان.تی راما رائو جونیور، پوجا هگده و ایشا ربا است.
این فیلم داستان ویرا راگاوا (راما رائو جونیور)، مرد جوانی است که پس از درگیری خشونت‌آمیز با سرسپردگان روستای رقیب، زندگی او تغییر می‌کند. او به حیدرآباد می‌گریزد و تصمیم می‌گیرد از خشونت دوری کند تا صلح را بین دو روستایی برقرار کند که مردم آن سی سال است که دائماً تحت تأثیر دشمنی قرار دارند. فیلمبرداری اصلی بین آوریل ۲۰۱۸ و سپتامبر ۲۰۱۸ با مکان‌های فیلمبرداری از جمله شهر فیلم راموجی حیدرآباد و پولاچی انجام شد.
این فیلم در در ۱۱ اکتبر ۲۰۱۸ در سینما اکران شد. پس از استقبال مثبت منتقدان، به موفقیت تجاری تبدیل شد.

## داستان
در فیلم آراویندا سامدا ویرا راگاوا فرزند جوان یک خانواده قدرتمند با سابقه‌ای طولانی در جنگ و دعوا تصمیم می‌گیرد به این دعواها پایان دهد، که اینکار او را در مسیری از خودشناسی قرار می‌دهد.